# Grand prix Émile-Jungfleisch
Le Grand prix Émile-Jungfleisch est un prix biennal créé en 2007 et destiné à récompenser un scientifique ayant effectué des travaux dans un laboratoire français et à son équipe dans le domaine de la chimie organique et/ou biochimie.
Ce prix pourra exceptionnellement être partagé.
Un quart (30 000€) du montant du prix est destiné au responsable scientifique de l’équipe et les trois autres quarts (90 0000€) restants doivent servir à promouvoir le travail de l’équipe.

## Liste des lauréats
- 2023 : Bruno Antonny, Directeur de recherche CNRS à l’Institut de pharmacologie moléculaire et cellulaire (CNRS/Université Côte d’Azur)[1],[2]
- 2021 Jean Rodriguez[3]
- 2019 Jacqueline Cherfils[4]
- 2017 Marc Taillefer[5]
- 2015 Pierre-Jean Corringer[6]
- 2013 Roger Guillard[7]
- 2011 Marat Yusupov[7]
- 2009 Laurent Meijer[7]
- 2008 Jean-Pierre Majoral[7],[8].